# Janina Maria Wojciechowska
Janina Maria Wojciechowska (ur. 1 maja 1929, zm. 9 września 2021) – polska specjalistka w zakresie prawa karnego, profesor dr hab.

## Życiorys
Obroniła pracę doktorską, następnie uzyskała stopień doktora habilitowanego. 18 czerwca 2001 nadano jej tytuł profesora w zakresie nauk prawnych. Pracowała w Katedrze Administracji i Zarządzania Wszechnicy Mazurskiej i w Zakładzie Prawa Karnego Instytutu Nauk Prawnych Polskiej Akademii Nauk.
Została zatrudniona na stanowisku profesora w Instytucie Prawa i Administracji na Wydziale Nauk Ekonomicznych, Prawnych i Psychologii w Warszawie Wyższej Szkole Zarządzania i Prawa im. Heleny Chodkowskiej, oraz profesora zwyczajnego w Katedrze Prawa Karnego na Wydziale Prawa Europejskiej Wyższej Szkole Prawa i Administracji w Warszawie.
Była kierownikiem w Katedrze Prawa i Postępowania Karnego na Wydziale Prawa Wyższej Szkole Zarządzania i Prawa im. Heleny Chodkowskiej, a także członkiem zarządu Towarzystwa Naukowego Prawa Karnego.
Była redaktorem naczelnym „Przeglądu Prawa Karnego”, autorką wielu publikacji naukowych z zakresu prawa karnego materialnego.
Zmarła 9 września 2021, pochowana w alei zasłużonych cmentarza Wojskowego na Powązkach w Warszawie (kwatera A 29-tuje-17).

## Publikacje
- Zdrada ojczyzny w polskim prawie karnym na tle porównawczym, Ossolineum, 1975.
- Nadzwyczajne złagodzenie kary w orzecznictwie sądowym 1979–1981, Ossolineum.

## Ordery i odznaczenia
- Krzyż Kawalerski Orderu Odrodzenia Polski (5 lipca 2001)[5]